# 马克西米利安·埃贡 (菲斯滕贝格)
马克西米利安·埃贡·玛利亚·埃尔文·利奥·弗朗西斯库斯·阿莫斯·文册斯拉斯·胡贝图斯（德語：Maximilian Egon Maria Erwin Leo Franziskus Amos Wenzeslaus Hubertus；1896年3月31日—1959年4月6日），出生于布拉格。菲斯滕贝格王子。是菲斯滕贝格亲王马克西米利安·埃贡二世的次子，卡尔·埃贡五世的弟弟。
1921年1月18日，马克西米利安·埃贡在韦希塞尔堡与绍恩堡-格劳豪女伯爵威廉明妮结婚，二人有三子二女：
- 玛丽亚·约瑟法·埃贡娜·索菲亚·威廉明妮·约阿希玛·马克西米利安妮·弗里德里卡（Maria Josepha Egona Sophia Wilhelmine Joachima Maximiliane Friederike，1922年4月23日－2008年7月7日）；
- 约阿希姆·埃贡·马克西米利安·弗里德里希·利奥·约瑟夫·玛利亚·胡贝图斯（Joachim Egon Maximilian Friedrich Leo Joseph Maria Hubertus，1923年6月28日－2002年7月9日），继承伯父卡尔·埃贡五世为亲王；
- 弗里德里希·马克西米利安·埃贡·胡贝图斯·约瑟夫·玛利亚·卡尔·安娜（Friedrich Maximilian Egon Hubertus Joseph Maria Karl Anna，1926年7月26日－1969年11月2日）；
- 卡尔·埃贡·弗朗西斯库斯·安娜·玛利亚·胡贝图斯·弗里德里希（Karl Egon Franziskus Anna Maria Hubertus Friedrich，1928年9月17日－1952年1月10日）；
- 索菲·安托瓦内特·奥克塔维娅·本尼迪克塔·威廉明妮·玛丽亚·埃贡娜·胡贝塔（Sophie Antoinette Oktavia Benedikta Wilhelmine Maria Egona Huberta，1934年2月10日－1991年1月14日）。